# إيزاك ليدبرغ
إيزاك ليدبرغ (من مواليد 8 سبتمبر 1998) هو لاعب كرة قدم سويدي محترف يلعب لنادي Go Ahead Eagles كمهاجم.